# Амстердам-Галей
«Амстердам-Галей» — парусный фрегат Балтийского флота Российской империи, участник «Испанской» и несостоявшейся «Мадагаскарской» экспедиций российского флота, а также Войны за польское наследство.

## Описание судна
Парусный деревянный фрегат, длина судна по сведениям из различных источников могла составлять 32,9—32,9 метра, ширина от 10,4 до 10,5 метра, а осадка 4 метра. Вооружение судна составляли 32 орудия.

## История службы
Фрегат «Амстердам-Галей» был заказан в Амстердаме князем Б. И. Куракиным, заложен в 1719 году и после спуска на воду в 1720 году вошёл в состав Балтийского флота России. 18 (29) октября 1721 года фрегат прибыл в Ревель под видом торгового судна, а 29 октября (9 ноября) перешёл в Кронштадт. В 1722 году использовался для перевозки пленных шведских солдат в Стокгольм.
В ноябре 1723 года вместе с фрегатом «Декронделивде» в качестве флагманского судна был включён в состав «Мадагаскарской экспедиции». 12 (23) декабря отряд отряд покинул Кронштадт, однако 20 (31) декабря корабли попали в сильный шторм и для исправления полученных повреждений были вынуждены уйти к острову Нарген. 31 декабря 1723 (11 января 1724) года отряд возобновил плавание, но из-за открывшейся сильной течи на «Амстердам-Галее» оба фрегата взяли обратный курс и 8 (19) января вернулись в Ревель, где фрегат был оставлен для ремонта. Во время килевания из-за неосмотрительности командира судна капитана 3-го ранга Д. Лоренца фрегат лёг на бок и наполнился водой, во время инцидента утонуло 16 человек. После ремонта с июля по сентябрь того же года принимал участие в практическом плавании эскадры кораблей Балтийского флота в Финском заливе.
В 1725 году был включен в состав отряда «Испанской экспедиции». 14 (25) мая отряд покинул Ревель и пройдя по маршруту Копенгаген — остров Тромзунд — остров Льюис — мыс Сан-Висенте, 18 (29) августа прибыл в Кадис. Выгрузив груз в испанском порту, корабли до 16 (27) ноября перешли в Лиссабон, а 26 ноября (7 декабря) вышли из Лиссабона и взяли обратный курс в Россию. В Бискайском заливе отряд попал в сильный шторм и «Амстердам-Галей» отстал от отряда. Попытки встать на якорь привели к потере двух якорей фрегата и 28 декабря 1725 (8 января 1726) года он вынужден был зайти в Сантандер, где встретил остальные суда отряда. 11 (22) марта 1726 года корабли покинули Сантандер, обошли с запада Великобританию, 14 (25) мая прибыли в Кронштадт, посетив по пути в Копенгаген и Ревель.
В 1727 году фрегат находился в Кронштадте на ремонте. В 1728 и 1729 годах выходил в плавания в Баренцево море до Кильдина. С мая по июль 1731 года совершил переход из Кронштадта в Архангельск. 4 (15) августа вышел из Архангельска в Кронштадт, однако 19 (30) августа в района мыса Нордкап попал в сильный шторм во время которого на фрегате были порваны все паруса, в трюме открылась течь и за борт было смыто пять человек экипажа, и вынужден был взять обратный курс. В Архангельск судно вернулось 12 (23) сентября и осталось там на зимовку. В кампанию следующего 1732 года перешел в Кронштадт, куда прибыл 10 (21) августа.
В 1733 году в составе отряда принимал участие в плаваниях в Ревель и Мемель, а также сопровождал до Виндавы две позолоченные галеры, направленные в подарок королю Пруссии. В мае 1734 года вновь вышел из Кронштадта в Архангельск составе отряда, состоявшего также из гукора и флейта, но достигнув 5 (16) июня эскадры российского флота, блокировавшей Данциг, отряд получил приказ взять обратный курс в связи с угрозой со стороны французского флота и 20 июня (1 июля) вернулся в Ревель. В 1735 году совершил переход из Ревеля в Архангельск и остался там на зимовку, а в 1736 году перешел в Кронштадт.
В 1738 году подвергся ремонту в Кронштадте. В сентябре 1739 года начал плавание из Кронштадта в Архангельск с целью обучения гардемарин и ремонта на Соломбальской верфи, однако, прибыв 30 сентября (11 октября) в Ревель, получил приказ об отмене плавания из-за угрозы французской эскадры, находящейся у Копенгагена.
18 (29) мая 1740 года вновь вышел из Ревеля в Архангельск. Ночью 24 мая (4 июня) во время сильного шторма из-за ошибки в счислении на почти на градус вместо острова Борнгольм вышел к берегам Померании. При попытках встать на якорь в районе Гейсфальда фрегат был выброшен на отмель и разбился. Экипажу в полном составе удалось выбраться на берег, однако еще до окончания шторма трое матросов скончались «от мокроты и стужи».

## Командиры фрегата
Командирами фрегата «Амстердам-Галей» в разное время служили:
- капитан-поручик, затем капитан 3-го ранга Д. И. Мясной (1721 год и частично в 1723 году)[11];
- капитан-поручик М. Антуфьев (1722 год)[12];
- капитан 2-го ранга Б. Шмит (до ноября 1723 года)[комм. 5][13];
- капитан 3-го ранга Д. Лоренц (с ноября 1723 года по февраль 1724 года)[6];
- капитан-лейтенант М. Киселев (1725—1726 годы)[14];
- капитан-лейтенант А. Чертков (1728 год)[15];
- капитан-лейтенант А. Зверев (1729 год)[16];
- капитан-лейтенант В. Чеботаев (1731—1732 годы)[17];
- капитан полковничьего ранга Г. Сниткер (до 4 (15) июля 1733 года и в 1734 году[комм. 6])[18];
- капитан полковничьего ранга Т. Стокс (с 4 (15) июля 1733 года)[комм. 7][19];
- капитан полковничьего ранга И. Г. Черевин (1734—1735 годы)[20];
- лейтенант майорского ранга Г. Толбухин (1736 год)[21];
- лейтенант майорского ранга С. Г. Малыгин (1739—1740 годы)[22].

### Комментарии
1. ↑  108 футов.
2. ↑  34 фута 4 дюйма.
3. ↑  13 футов 2 дюйма.
4. ↑  По другим данным из Кронштадта[7].
5. ↑  Курляндец, оригинал имени B. Smitt, в русской транслитерации также встречается вариант написания фамилии Смит.
6. ↑  В 1734 году был назначен командиром фрегата по росписанию, однако фактически в это время командовал кораблём «Армонт».
7. ↑  Оригинал имени Thom Stokes, в русской транслитерации также встречается вариант написания фамилии Штокс.